# Суріндер Сінгх Содгі (хокеїст на траві)
Суріндер Сінгх Содгі (22 червня 1957) — індійський хокеїст на траві.
Олімпійський чемпіон 1980 року.
Срібний призер Азійських ігор 1978 року.
Бронзовий призер Трофею чемпіонів 1982 року.